# Висш прокурорски съвет
Висшият прокурорски съвет е държавна институция в България, кадрови орган в съдебната система, създаден през 2023 година с направените тогава измененията на Конституцията.
Висшият прокурорски съвет се състои от 10 членове и включва главния прокурор, който е негов член по право, двама членове, избирани пряко от прокурорите, един член, избран пряко от следователите, и шестима членове, избрани от Народното събрание. Мандатът на членовете на Висшия прокурорски съвет е четири години, като те не могат да бъдат преизбирани веднага след изтичане на този срок.
Висшият прокурорски съвет:
1. назначава, повишава, премества и освобождава от длъжност прокурорите и следователите;
2. прави предложение до президента на републиката за назначаване и освобождаване на главния прокурор;
3. прави периодични атестации на прокурорите, следователите и административните ръководители в системата на прокуратурата и решава въпроси за придобиване и възстановяване на несменяемост;
4. налага дисциплинарните наказания понижаване и освобождаване от длъжност на прокурорите, следователите и административните ръководители в системата на прокуратурата;
5. назначава и освобождава административните ръководители в системата на прокуратурата;
6. решава въпроси за организацията на дейността на прокуратурата;
7. приема проекта на бюджет на прокуратурата;
8. организира и ръководи изпълнението на бюджет на прокуратурата;
9. приема решения за прекратяване на мандата на изборен член на Висшия прокурорски съвет при условията на чл. 130а, ал. 6 от Конституцията;
10. участва в управлението на съдебното обучение;
11. изслушва и приема годишния доклад по чл. 84, т. 16 от Конституцията;
12. участва в управлението на недвижимите имоти на съдебната власт, съгласувано с Висшия съдебен съвет;
13. осъществява и други правомощия, определени със закон.

Заседанията на Висшия прокурорски съвет се председателстват от председателя на Върховния касационен съд, а в негово отсъствие – от председателя на Върховния административен съд.